# J.J. Isler
J. J. Isler, född den 1 december 1963 i La Jolla, Kalifornien, är en amerikansk seglare.
Hon tog OS-silver i 470 i samband med de olympiska seglingstävlingarna 2000 i Sydney.